# ОШ „Младост” Врњци
ОШ „Младост” је државна установа основног образовања, налази се у Врњцима, на територији општине Врњачка Бања.
Школа је почела са радом 1930. године, када је завршена и школска зграда. Током времена школа је мењала статус повећањем разреда, а увећањем броја ђака и одељења, јавио се проблем са простором. Захваљујући месном самодоприносу изграђена је нова школска зграда, у којој је настава почела да се одвија 1996. године. 
Поред матичне школе у Врњцима, школа има и издвојено одељење у Штулцу.